# Ховаев, Игорь Анатольевич
И́горь Анато́льевич Хова́ев (род. 18 января 1962) — российский дипломат. Чрезвычайный и полномочный посол Российской Федерации в Республике Филиппины и по совместительству в Республике Палау и Федеративных Штатах Микронезии с 2015 по 2020 год. Чрезвычайный и полномочный посол (2023).
Специальный представитель Министерства иностранных дел Российской Федерации по нормализации отношений между Азербайджаном и Арменией (с 14 апреля 2022).

## Биография
В 1988 году окончил международный факультет Московского государственного института международных отношений МИД СССР. В том же году поступил на дипломатическую службу. Владеет английским, французским и вьетнамским языками.
С 1988 по 2004 год — работал на различных должностях в центральном аппарате МИД России и за рубежом.
С 2004 по 2005 год — начальник отдела Управления по работе с соотечественниками Департамента внешнеполитического планирования МИД России.
С 2005 по 2010 год — советник-посланник Посольства России во Вьетнаме.
С 2010 по 2015 год — заместитель директора Третьего департамента Азии МИД России.
С 2 марта 2015 по 21 сентября 2020 года — чрезвычайный и полномочный посол Российской Федерации в Республике Филиппины и по совместительству в Республике Палау и Федеративных Штатах Микронезии. С 5 мая того же года — чрезвычайный и полномочный посол Российской Федерации в Республике Маршалловы Острова по совместительству.
С 2020 года — посол по особым поручениям МИД России.
Специальный представитель Министерства иностранных дел Российской Федерации по нормализации отношений между Азербайджаном и Арменией (с 14 апреля 2022).

## Награды
- Орден Дружбы (4 ноября 2011) — за большой вклад в реализацию внешнеполитического курса Российской Федерации и многолетнюю добросовестную работу[7].
- Почётная грамота правительства Российской Федерации (5 марта 2018) — за трудовые успехи и большой личный вклад в развитие международного сотрудничества[8].
- Благодарность Правительства Российской Федерации (26 декабря 2015) — За трудовые успехи и большой личный вклад в развитие международного сотрудничества[9].

## Дипломатический ранг
- Чрезвычайный и полномочный посланник 2 класса (13 апреля 2009)[10].
- Чрезвычайный и полномочный посланник 1 класса (10 февраля 2017)[11].
- Чрезвычайный и полномочный посол (9 февраля 2023)[12].